# بات كينغ
بات كينغ (بالإنجليزية: Pat King)‏ هو عازف قيثارة بريطاني، ولد في 1934 في أبردين في المملكة المتحدة.